# Trofeo Alfredo Binda - Comune di Cittiglio 2009
Il Trofeo Alfredo Binda - Comune di Cittiglio 2009, trentaquattresima edizione della corsa, valevole come prima prova della Coppa del mondo di ciclismo su strada femminile 2009, si svolse il 29 marzo 2009 su un percorso di 120 km, con partenza e arrivo a Cittiglio, in Italia. La vittoria fu appannaggio dell'olandese Marianne Vos, la quale completò il percorso in 3h18'02", alla media di 36,388 km/h, precedendo la svedese Emma Johansson e la statunitense Kristin Armstrong.
Sul traguardo di Cittiglio 53 cicliste, su 135 partite dalla medesima località, portarono a termine la competizione.

## Percorso
La corsa si snodò su due circuiti di differenti lunghezze: inizialmente un giro lungo 34,1 km, che fu affrontato due volte e che attraversò gli abitati di Cittiglio, Brenta, Casalzuigno, Cuveglio, Rancio, Cassano Valcuvia, Brinzio, Castello Cabiaglio, Orino, Azzio e Gemonio, prima di tornare a Cittiglio, con un GPM a Brinzio (6,5 km con pendenza massima del 7,6%), ed un giro corto di 17,3 km, affrontato tre volte, che da Cuveglio portò a Cuvio, affrontando il GPM di Orino (3 km con pendenza massima del 7%).

## Squadre e corridori partecipanti
| N.    | Cod. | Squadra                        |
| ----- | ---- | ------------------------------ |
| 2-5   | TCW  | Team Columbia Women            |
| 7-12  | CWT  | Cervélo TestTeam Women         |
| 13-18 | NUR  | Equipe Nürnberger Versicherung |
| 19-24 | BCT  | Bigla Cycling Team             |
| 25-30 | MSI  | Selle Italia-Ghezzi            |
| 31-36 | GAU  | Gauss-RDZ-Ormu-Colnago         |
| 37-40 | FLX  | Team Flexpoint                 |
| 43-48 | RSC  | Red Sun Cycling Team           |
| 49-54 | SAF  | Safi-Pasta Zara-Titanedi       |
| 55-60 | VOR  | Vision 1 Racing                |
| 61-66 | LBL  | Lotto-Belisol Ladiesteam       |
| 67-72 | DCG  | Team CMax-Dilà                 |

| N.      | Cod. | Squadra                      |
| ------- | ---- | ---------------------------- |
| 73-78   | USC  | Chirio-Forno d'Asolo         |
| 79-84   | FEN  | Fenixs                       |
| 85-90   | MIC  | SC Michela Fanini-Record-Rox |
| 91-96   | TUE  | Team Uniqa-Elk               |
| 97-102  | TOG  | Top Girls Fassa Bortolo      |
| 103-108 | DEU  | Germania                     |
| 109-114 | NLD  | Paesi Bassi                  |
| 115-120 | USA  | Stati Uniti                  |
| 121-126 | FRA  | Francia                      |
| 127-132 | BEL  | Belgio                       |
| 133-137 | SVN  | Slovenia                     |
| 138-143 | HUN  | Ungheria                     |

## Resoconto degli eventi
Fu la vincitrice dell'edizione 2008 Emma Pooley ad animare i primi 100 chilometri di gara, con una fuga solitaria di 80 km, partita al decimo e terminata solo a metà del secondo giro corto prima della ascesa a Orino, che causò il frazionamento del gruppo in due tronconi. Sulla salita partì l'azione decisiva, con l'attacco di Vos e Johansson che staccarono tutte le avversarie e proseguirono da sole fin sul traguardo, dove l'olandese batté la svedese in volata. Armstrong e Lutz, inutile il loro tentativo di aggancio in salita, arrivarono a 3 minuti e 34 secondi, il gruppo a 4'15". La varesotta Noemi Cantele, padrona di casa e una delle più attese, fu bloccata dal freddo e non riuscì a reagire agli attacchi delle avversarie.

## Ordine d'arrivo (Top 10)
| Pos. | Corridore         | Squadra      | Tempo    |
| ---- | ----------------- | ------------ | -------- |
| 1    | Marianne Vos      | Paesi Bassi  | 3h18'02" |
| 2    | Emma Johansson    | Red Sun      | s.t.     |
| 3    | Kristin Armstrong | Cervélo      | a 3'34"  |
| 4    | Eva Lutz          | Nürnberger   | s.t.     |
| 5    | Kirsten Wild      | Cervélo      | a 4'15"  |
| 6    | Loes Gunnewijk    | Flexpoint    | s.t.     |
| 7    | Suzanne de Goede  | Nürnberger   | s.t.     |
| 8    | Chantal Blaak     | Paesi Bassi  | s.t.     |
| 9    | Marina Jaunatre   | Francia      | s.t.     |
| 10   | Martine Bras      | Selle Italia | s.t.     |

## Punteggi UCI
| Pos. | Corridore         | Squadra      | Punti |
| ---- | ----------------- | ------------ | ----- |
| 1    | Marianne Vos      | Paesi Bassi  | 75    |
| 2    | Emma Johansson    | Red Sun      | 50    |
| 3    | Kristin Armstrong | Cervélo      | 35    |
| 4    | Eva Lutz          | Nürnberger   | 30    |
| 5    | Kirsten Wild      | Cervélo      | 27    |
| 6    | Loes Gunnewijk    | Flexpoint    | 24    |
| 7    | Suzanne de Goede  | Nürnberger   | 21    |
| 8    | Chantal Blaak     | Paesi Bassi  | 18    |
| 9    | Marina Jaunatre   | Francia      | 15    |
| 10   | Martine Bras      | Selle Italia | 11    |
| 11   | Cathrine Delfosse | Lotto        | 10    |
| 12   | Andrea Bosman     | Paesi Bassi  | 9     |
| 13   | Sophie Creux      | Francia      | 8     |
| 14   | Linda Villumsen   | Columbia     | 7     |
| 15   | Julia Martisova   | Gauss        | 6     |
| 16   | Olena Andruk      | Safi         | 5     |
| 17   | Grace Verbeke     | Lotto        | 4     |
| 18   | Sarah Duster      | Cervélo      | 3     |
| 19   | A. van Vleuten    | Paesi Bassi  | 2     |
| 20   | Alice Marmorini   | Fenixs       | 1     |

| Pos. | Squadra                        | Punti |
| ---- | ------------------------------ | ----- |
| 1    | Paesi Bassi                    | 104   |
| 2    | Cervélo TestTeam Women         | 65    |
| 3    | Equipe Nürnberger Versicherung | 51    |
| 4    | Red Sun Cycling Team           | 50    |
| 5    | Team Flexpoint                 | 24    |
| 6    | Paesi Bassi                    | 23    |
| 7    | Lotto-Belisol Ladiesteam       | 14    |
| 8    | Selle Italia-Ghezzi            | 11    |
| 9    | Team Columbia Women            | 7     |
| 10   | Gauss-RDZ-Ormu-Colnago         | 6     |
| 11   | Safi-Pasta Zara-Titanedi       | 5     |
| 12   | Fenixs                         | 1     |